# 纳塔日
纳塔日（法語：Nattages，法語發音：[nataʒ]）是法国东部安省的一个旧市镇，属于贝莱区。2016年，纳塔日与市镇帕尔沃合并为新市镇帕尔沃和纳塔日。

## 地理
纳塔日（45°43'41"N, 5°45'26"E）面积10.33 平方千米，位于法国奥弗涅-罗讷-阿尔卑斯大区安省，该省份为法国东部省份，北起汝拉省，西北接索恩-卢瓦尔省，西接罗讷省和里昂大都会，南至伊泽尔省，东与萨瓦省、上萨瓦省和瑞士接壤。
与纳塔日接壤的市镇（或旧市镇、城区）包括：马西尼约德里沃、帕尔沃、维里尼安、耶讷、帕尔沃和纳塔日。

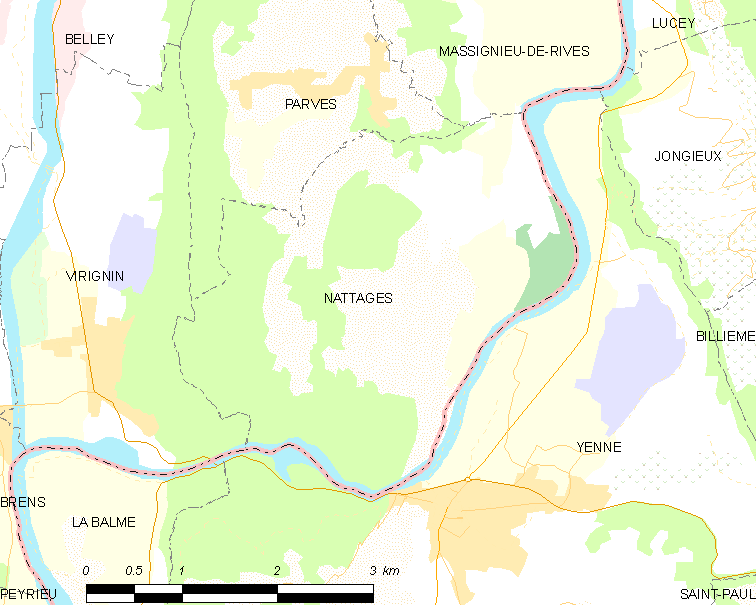
纳塔日的OSM定位图

纳塔日的时区为UTC+01:00、UTC+02:00（夏令时）。

## 行政
纳塔日的邮政编码为01300，INSEE市镇编码为01271。

## 政治
纳塔日所属的省级选区为贝莱县。

## 人口

1962-2008年间纳塔日人口变化图示

纳塔日于2018年1月1日时的人口数量为589人。